# Gulfstream Aerospace
Gulfstream Aerospace er en amerikansk flyproducent. Selskabet blev grundlagt i 1958, og er et 100% ejet datterselskab af General Dynamics, og har hovedsæde i Savannah, Georgia. Siden grundlæggelsen har Gulfstream produceret over 2.000 fly.

## Nuværende flytyper
I januar 2016 producerede Gulfstream følgende modeller som private fly:
- Gulfstream G150—baseret på G100
- Gulfstream G280—baseret på G200
- Gulfstream G350/G450— baseret på Gulfstream IV-SP
- Gulfstream G500—
- Gulfstream G550—baseret på Gulfstream V
- Gulfstream G600—
- Gulfstream G650—ultra-lang-kabine, ultra-long-range business jet

### Tidligere flytyper
- Gulfstream G100—to-motoret business jet
- Grumman Gulfstream I—dobbelt-turboprop business aircraft
- Grumman Gulfstream II—to-motoret business jet
- Gulfstream III—to-motoret business jet
- Gulfstream IV—to-motoret business jet
- Gulfstream V—to-motoret business jet
- Gulfstream G200—baseret på IAI Galaxy
- Gulfstream G300—to-motoret business jet
- Gulfstream G400—to-motoret business jet
- Gulfstream American Hustler—eksklusivt fly
- Gulfstream Peregrine—en-motoret business jet prototype
- Gulfstream Peregrine 600—militært træningsfly
- Shuttle Training Aircraft
- Sukhoi-Gulfstream S-21